# Bán lẻ tự động

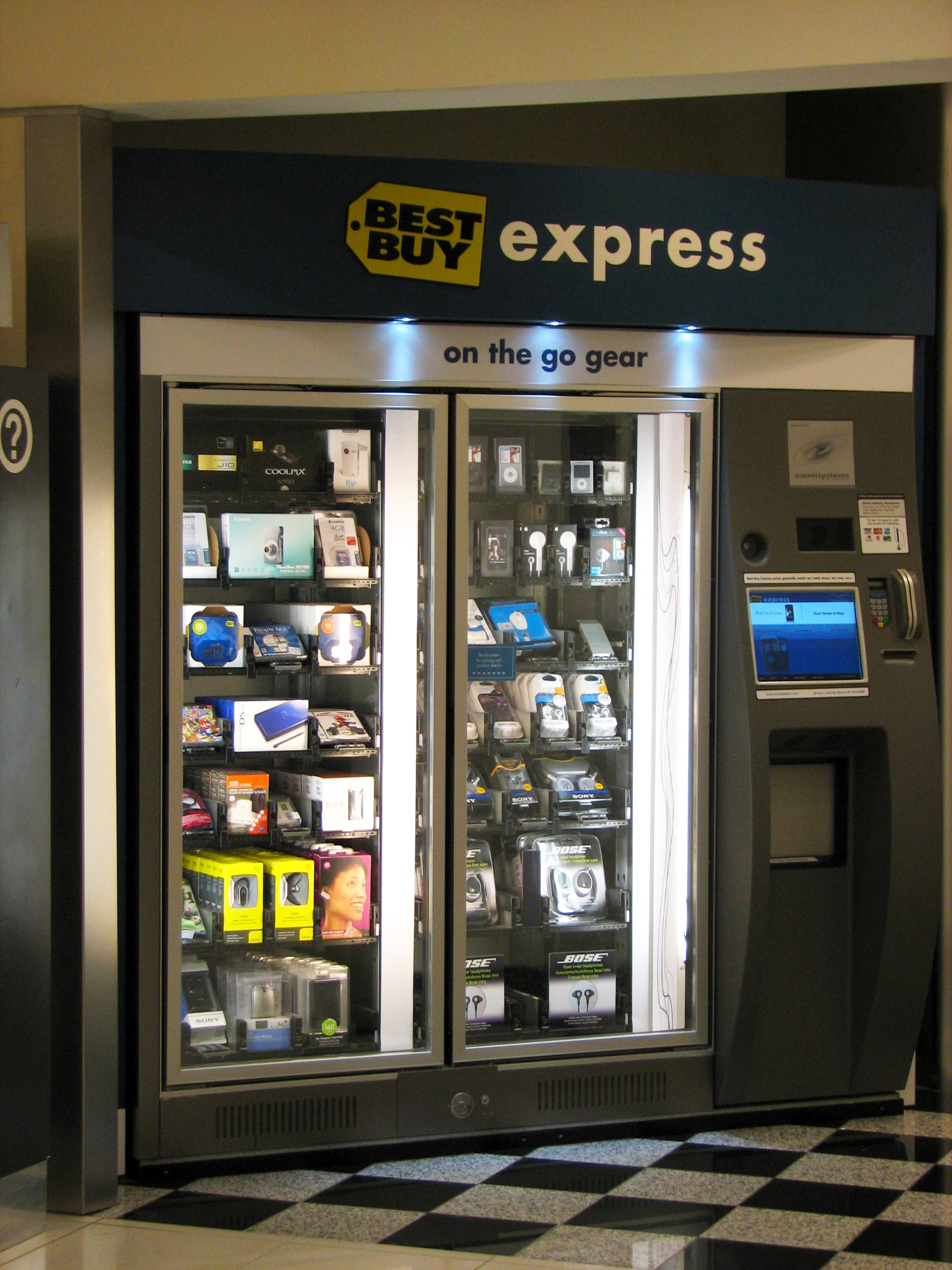
Một máy bán hàng tự động mua nhanh nhất tại nhà ga sân bay, được cung cấp các thiết bị điện tử của Zoom Systems.

Bán lẻ tự động là danh mục các ki-ốt độc lập, tự phục vụ hoạt động như các cửa hàng bán lẻ hoàn toàn tự động thông qua việc sử dụng tích hợp phần mềm để thay thế các dịch vụ bán lẻ truyền thống bên trong một cửa hàng bán lẻ truyền thống. Những ki-ốt độc lập này thường được đặt tại các địa điểm bị buôn bán nặng nề như sân bay, trung tâm thương mại, khu nghỉ dưỡng và trung tâm trung chuyển.
Người tiêu dùng thường duyệt và chọn sản phẩm bằng giao diện màn hình cảm ứng hoạt động tương tự trang web thương mại điện tử, thanh toán mua hàng bằng thẻ tín dụng hoặc thẻ ghi nợ và sau đó sản phẩm được phân phối thông qua hệ thống không phải là hệ thống thả trọng lực, thường thông qua cánh tay robot bên trong các ki-ốt.
Những tích hợp phần mềm, trải nghiệm của người tiêu dùng và cơ chế phân phối là những gì phân biệt các cửa hàng bán lẻ tự động với máy bán hàng tự động.
ZoomShops và Redbox là ví dụ. Mặc dù các đơn vị bán hàng tự động có thể được trang điểm với màn hình cảm ứng, chúng được coi là đơn vị bán hàng tự động thông minh. Có sự khác biệt lớn giữa kết quả doanh thu từ các đơn vị bán hàng tự động thông minh và các đơn vị bán lẻ tự động. Các sản phẩm giá rẻ phù hợp hơn cho việc bán hàng thông minh, trong khi các sản phẩm đắt tiền hơn như đồ xa xỉ, mỹ phẩm, đồ điện tử và các sản phẩm khác sẽ hoạt động tốt hơn trong các máy bán lẻ tự động. Các đơn vị bán lẻ đắt hơn nhiều lần so với các đơn vị bán hàng thông minh; tuy nhiên, chi phí có thể được chứng minh dựa trên doanh thu được tạo ra. Các đơn vị bán lẻ tự động nguồn tự động chấp nhận thẻ ghi nợ và thẻ tín dụng để phân phối đồ điện tử, giống như các đơn vị Best Buy.

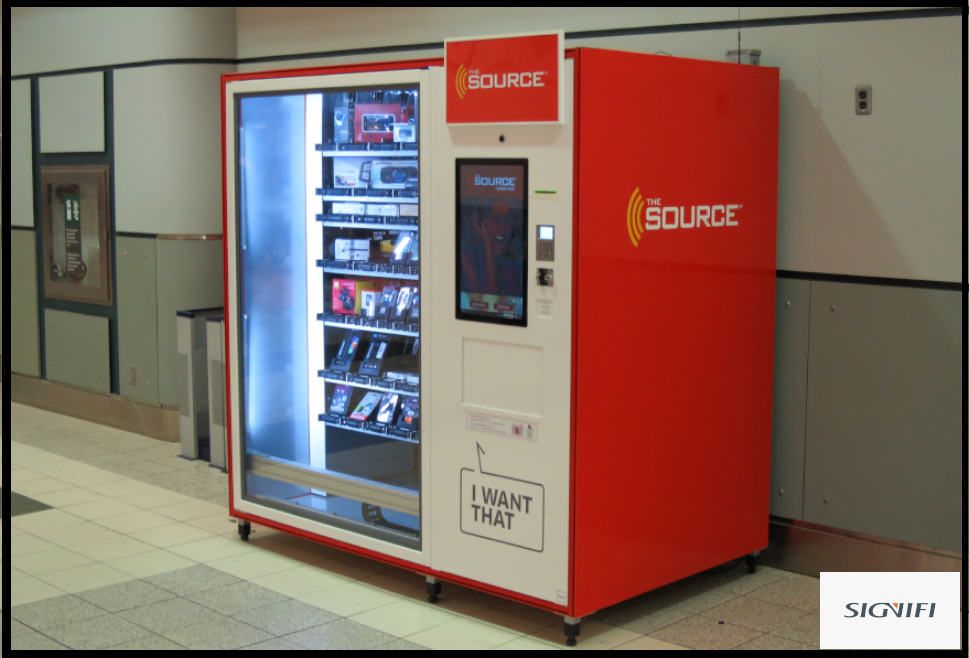
Kiosk tự động phân phối đồ điện tử của Source Automated Retail tại sân bay quốc tế của Signifi Solutions Inc.

## Tự động hóa kho

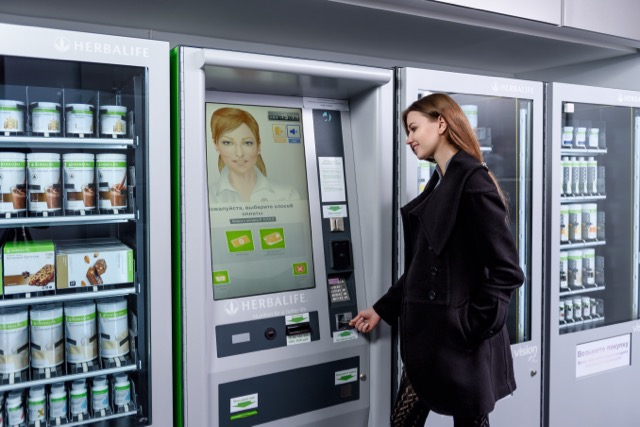
Herbalife ASC - Nằm ở Moscow, Nga

### Chọn kiện Schaefer
Hệ thống chọn kiện Schaefer của SSI Schaefer là một giải pháp chọn hoàn toàn tự động, có thể tùy chỉnh để bán lẻ. Nó quản lý tất cả các khía cạnh từ việc dỡ các pallet đến và lưu trữ trung gian đến việc đặt hàng và đóng gói lại các trường hợp vào các pallet mới. SCP sử dụng hệ thống thị giác máy tính để xác định các mục, loại bỏ yêu cầu của các sơ đồ nhận dạng khác, chẳng hạn như các mục liên quan đến mã vạch hoặc thẻ RFID. Nó có thể tự động chọn và xếp hàng các sản phẩm theo cách bố trí cửa hàng hoặc các tiêu chí khác của khách hàng, và chuẩn bị các sản phẩm để vận chuyển. Hệ thống này giúp giảm yêu cầu lao động, mất sản phẩm và tiêu thụ năng lượng bằng hệ thống điều khiển máy tính được tối ưu hóa chính xác hơn, giúp giảm thời gian chờ đợi và tăng thông lượng pallet. Ngoài ra, nó giảm chi phí vận chuyển bằng cách tối ưu hóa mật độ của các pallet riêng lẻ, chọn kết hợp các trường hợp sản phẩm dẫn đến nhiều sản phẩm hơn trên mỗi đơn vị khối lượng.

### Máy móc nhận đặt hàng
Máy móc nhận đặt hàng của Witron là một hệ thống lưu trữ và lấy hàng tự động, có thể tự động xếp khoảng 95% sản phẩm lên các pallet hoặc hộp đựng. Hệ thống sử dụng một thiết bị tải có tên COM (Case Order Machine) để chọn các trường hợp lên các hãng vận tải. Ưu điểm của hệ thống bao gồm hiệu quả chi phí cao, công thái học và tối ưu hóa trong quá trình vận chuyển.

## Hệ thống bổ sung
Hệ thống bổ sung kệ của Witron sử dụng hệ thống băng tải để đẩy hàng trực tiếp vào kệ.